# Elezioni parlamentari in Thailandia del 2019
Le elezioni parlamentari in Thailandia del 2019 si tennero il 24 marzo e furono le prime dopo il colpo di Stato del 2014 che consegnò il potere al comandante in capo dell'esercito, generale Prayut Chan-o-cha, leader della giunta militare nota come Consiglio nazionale per la pace e per l'ordine che organizzò il colpo di Stato. Prayut gestì i successivi cinque anni di dittatura militare con la carica di primo ministro ricevuta da un Parlamento i cui membri furono nominati dalla giunta. Si presentò a questa consultazione come candidato a primo ministro per il nuovo Partito Palang Pracharath, sostenuto dalla giunta militare.
Le elezioni ricevettero grandi critiche in Thailandia e all'estero sia per il modo in cui furono concepite, secondo la Costituzione del 2017 voluta dalla giunta militare, sia per il discutibile modo in cui vennero gestite da funzionari nominati dalla stessa giunta militare. I risultati definitivi non furono come di consueto annunciati nei giorni immediatamente successivi, ma furono resi pubblici a fine maggio. Il Partito Palang Phacharat e i suoi alleati ebbero una risicata maggioranza nella Camera bassa grazie alle nuove regole imposte in fase di scrutinio dei voti dalla Commissione elettorale nominata dalla giunta militare. Fu inoltre determinante per la formazione del nuovo governo il voto dei 250 senatori, tutti scelti dalla stessa giunta come prevede la Costituzione del 2017. Il Parlamento dei nuovi eletti si riunì per la prima volta il 24 maggio e il 5 giugno confermò primo ministro il generale Prayut.

## Premesse
A partire dagli inizi del XXI° secolo, ebbe un grande ruolo nella politica nazionale il magnate delle telecomunicazioni Thaksin Shinawatra, fondatore e leader del partito Thai Rak Thai. Eletto primo ministro dopo le elezioni del 2001 e rieletto dopo aver vinto quelle del 2005 e 2006 con un margine amplissimo di voti, l'imprenditore di Chiang Mai divenne l'idolo delle classi più disagiate per il populismo che caratterizzò i suoi governi, riducendo ad esempio i costi per l'assistenza sanitaria o aiutando gli insolventi. La sua politica fu tesa anche a intaccare gli interessi delle vecchie élite di Bangkok legate ai militari e alla monarchia; si venne così a creare un ultradecennale conflitto che coinvolse anche gran parte della popolazione.
La sua carriera politica ebbe fine il 19 settembre 2006 con un colpo di Stato dopo il quale i militari fecero un lavoro capillare per distruggere il potere di Thaksin. I militari guidarono il paese fino alle elezioni del dicembre 2007, che portarono al potere il Partito del Potere Popolare (PPP), alleato di Thaksin, ma dopo otto mesi di proteste di piazza dei conservatori la Corte costituzionale disciolse il PPP per presunti brogli elettorali. Nell'aprile e maggio del 2010, le manifestazioni ad oltranza nelle strade di Bangkok del Fronte Unito per la Democrazia contro la Dittatura, gruppo che appoggiava le politiche di Thaksin e che chiedeva nuove elezioni, furono represse dalle forze dell'ordine con la forza e il bilancio finale degli scontri fu di 90 morti e 2 000 feriti. Le elezioni del luglio 2011 videro il largo successo del Partito Pheu Thai guidato da Yingluck Shinawatra, sorella minore di Thaksin, che fu eletta primo ministro. Nel 2014 fu destituita dalla Corte costituzionale dopo mesi di agguerrite proteste delle opposizioni.
Quello stesso mese, la giunta militare denominata Consiglio nazionale per la pace e per l'ordine effettuò un colpo di Stato guidato dal comandante in capo dell'esercito Prayut Chan-o-cha, che si auto-proclamò Primo ministro ad interim. Nei cinque anni successivi, malgrado le pressioni internazionali per il ritorno alla democrazia, Prayut mantenne il controllo del governo senza fissare nuove elezioni ed esercitò una forte repressione sull'opposizione legata agli Shinawatra. Il 6 aprile 2017, re Vajiralongkorn controfirmò la nuova Costituzione (la 20ª da quando fu introdotta la monarchia costituzionale nel 1932) che aumentò i poteri dei militari e della Corte costituzionale in ambito politico per prevenire il ritorno al potere di Thaksin Shinawatra e dei suoi alleati.

## Sistema elettorale
Le elezioni del 2019 furono le prime svoltesi secondo la Costituzione del 2017 voluta dai militari. Si tennero secondo un nuovo sistema misto, in cui su un'unica scheda elettorale si assegnò un voto ai partiti per la circoscrizione elettorale che assegnò 350 seggi secondo il sistema proporzionale e un voto ai candidati di una lista nazionale che assegnò 150 seggi compensativi secondo la uninominale secca.
Per la prima volta nella storia del paese il primo ministro non doveva obbligatoriamente essere stato eletto in Parlamento, composto dai 500 deputati della Camera bassa scelti dal popolo con queste elezioni, mentre i 250 senatori venivano scelti tutti dalla giunta militare. Quest'ultimo aspetto sancito dalla nuova Costituzione fu al centro delle critiche a livello nazionale e internazionale, in quanto garantì un iniquo e difficilmente sovvertibile vantaggio al partito di Prayut, che poteva inoltre contare su qualche partito alleato per un'eventuale coalizione di governo.

## Partiti
Tra i 77 partiti che si disputarono le elezioni, erano presenti i due maggiori partiti delle Elezioni del 2011, il Pheu Thai che faceva riferimento al magnate ed ex primo ministro Thaksin Shinawatra e il Partito Democratico che aveva perso le elezioni e guidato l'opposizione fino al colpo di Stato. Tra i nuovi partiti vi furono il Partito Palang Pracharath, che appoggiò il leader della giunta Prayut, e il Partito del Futuro Nuovo, il cui programma rivolto all'elettorato più giovane prevedeva il ritorno a una democrazia reale ed era guidato dal magnate dell'industria Thanathorn Juangroongruangkit. Il grande successo conseguito da questo partito, che aveva in programma di riformare le forze armate e la Costituzione, indusse i militari ad addossare al suo leader Thanathorn molteplici accuse per inibirlo dalla politica. Un'altra formazione che prese molti voti fu il Partito Bhumjaithai, fondato nel 2008.
Era inizialmente in lizza anche il Partito Thai Raksa Chart, alleato di Pheu Thai, che candidò alla carica di primo ministro la principessa Ubolratana Rajakanya, sorella maggiore del re Vajiralongkorn. Subito dopo la presentazione, avvenuta un mese e mezzo prima delle elezioni, la candidatura fu bloccata dal sovrano, che la definì anti-costituzionale, e il partito fu disciolto dalla Corte costituzionale della Thailandia qualche giorno dopo. La Corte inoltre inibì 14 dei dirigenti del partito alla politica attiva per 10 anni e tutti i suoi candidati a presentarsi per altri partiti in queste elezioni.

## Campagna elettorale
Dopo il colpo di Stato del 2014, tra i vari divieti imposti dalla giunta militare vi erano stati quelli del dissenso e delle critiche al proprio operato, per evitare il conflitto tra le opposte fazioni popolari; a questo proposito i media erano stati sottoposti a una rigida censura e alcuni dovettero chiudere. L'11 dicembre 2018 il governo rimosse il divieto sui raduni pubblici e sulle attività politiche dei partiti ma non quello sulle critiche all'operato della giunta e alla monarchia. In marzo una giornalista fu sospesa per aver chiesto nel suo popolare programma televisivo a degli studenti neo-votanti cosa pensassero del primo ministro Prayut che rifiutava i confronti televisivi con altri politici, dei membri del Senato che sarebbero stati tutti scelti dai militari, della strategia ventennale per la Thailandia annunciata dalla giunta e se erano d'accordo che si poteva vivere senza democrazia a patto che le condizioni di vita migliorassero.
Stazioni televisive internazionali attive in quel periodo in Thailandia come la BBC, CNN, Al Jazeera, Bloomberg e Australia Network furono oscurate per alcuni giorni in febbraio e in marzo senza che fosse loro notificato il motivo della censura. Chiunque manifestasse dissenso verso la giunta o supporto per gli ex primi ministri Thaksin Shinawatra e Yingluck Shinawatra fu considerato una minaccia alla sicurezza nazionale e arrestato secondo una legge sulla sedizione che prevedeva fino a 7 anni di carcere. I politici oppositori della giunta furono incriminati quando vennero scoperti a criticarne l'operato sui media e subirono altre restrizioni, come un limitato accesso ai media, mentre Prayut ebbe un accesso illimitato. La Commissione elettorale fu meno aggressiva nel giudicare le accuse ufficiali rivolte al Partito Palang Pracharat di aver ricevuto finanziamenti statali con la raccolta fondi per la campagna elettorale che portò nelle casse del partito 650 milioni di baht. Nonostante il diritto di voto fosse normalmente garantito a tutti dagli obblighi sui diritti umani presi dalla Thailandia a livello internazionale, per queste elezioni fu negato ai monaci buddhisti e ai criminali detenuti, anche se non ancora condannati.

## Votazioni
I thailandesi all'estero votarono tra il 28 gennaio e il 19 febbraio, mentre una prima sessione elettorale in Thailandia si svolse il 17 marzo. Le elezioni principali si tennero tra le 8 e le 17 del 24 marzo. Gruppi per i diritti civili e osservatori politici criticarono il sistema di voto e la Commissione elettorale per i molti errori e irregolarità. Anche l'esito finale fu aspramente contestato, vi furono diversi rinvii sull'annuncio dei risultati definitivi, che secondo il comitato organizzatore avrebbero potuto essere disponibili il 9 maggio. Il primo annuncio ufficiale dei risultati parziali fu il 26 marzo, con il Partito Pheu Thai in vantaggio come numero di seggi, con una maggioranza non assoluta, seguito a breve distanza dal Partito Palang Pracharath, che poteva invece contare su un numero maggiore di voti a livello nazionale. Terzo era il Partito del Futuro Nuovo, seguito dal Partito Democratico e dal Partito Bhumjaithai.

## Risultati provvisori
Dopo numerosi rinvii, dei quali non fu chiarito il motivo, il 28 marzo la Commissione elettorale fornì i risultati relativi a 350 circoscrizioni elettorali e ordinò il blocco dello scrutinio per i 150 seggi compensativi, dando come spiegazione la necessità di stare concentrati sull'incoronazione di Rama X, in programma per il 4 maggio. La commissione aggiunse che i risultati definitivi sarebbero stati resi noti il 9 maggio. Fu comunque annunciato che avevano votato 38.268.366, il 74.69% dei 51.239.638 aventi diritto. con un calo dello 0,34% rispetto alle elezioni del 2011, quando votò il 75,03% degli aventi diritto. Il sistema di calcolo dei seggi rimase poco chiaro e la Commissione elettorale, duramente criticata per non averlo reso noto al pubblico, l'11 aprile sottopose la questione al giudizio della Corte costituzionale, che respinse le richieste sostenendo che le elezioni erano in linea con quanto disposto dalla Costituzione.
La Commissione elettorale annunciò i risultati definitivi dei seggi compensativi relativi alle circoscrizioni il 7 maggio e il giorno dopo quelli relativi ai seggi distribuiti secondo il sistema proporzionale su scala nazionale. Pheu Thai si aggiudicò la maggioranza relativa delle circoscrizioni con 136 seggi, Palang Pracharath ebbe la maggioranza relativa dei voti ma si vide assegnati 115 seggi. Futuro Nuovo, Partito Democratico e Bhumjaithai ebbero rispettivamente 80, 52 e 51 seggi.
Nell'annuncio dei risultati definitivi l'8 maggio, il numero dei seggi assegnati ai partiti differì in modo determinante da quello annunciato il 28 marzo. La Commissione elettorale aveva cambiato i criteri in questo periodo abbassando la soglia per l'assegnazione di un seggio da 71.000 a 30.000 voti e fece sapere che la soglia annunciata in precedenza non rispecchiava l'esigenza di avere più seggi distribuiti alle liste dei partiti. La Commissione aveva potuto operare il cambiamento dopo che la Corte costituzionale la abilitò a formulare il nuovo sistema di calcolo. Secondo i risultati provvisori del 28 marzo, una coalizione dei partiti di opposizione avrebbe ottenuto 255 seggi, quattro in più dei 251 necessari per avere la maggioranza assoluta alla Camera. Con il nuovo sistema potevano invece arrivare a 245 seggi e i 10 seggi di differenza furono assegnati a partiti minori che avrebbero garantito una risicata maggioranza alla coalizione sostenuta dai militari.

## Risultati definitivi e nuovo governo
I risultati annunciati l'8 maggio furono in realtà anch'essi provvisori, con il congelamento dei risultati di una circoscrizione della provincia di Chiang Mai dove uno dei candidati locali era stato squalificato. Grazie alle modifiche della Commissione elettorale e alla nuova assegnazione dei seggi, i partiti che appoggiavano la giunta riuscirono a strappare altri due seggi nelle nuove votazioni del 26 maggio a Chiang Mai, malgrado la schiacciante vittoria di Phue Thai. Furono così 10 i seggi totali persi dal fronte democratico, in particolare dal Partito del Futuro Nuovo, e i 10 partiti minori che se li assicurarono si allearono con la coalizione filo-militare. Nel frattempo il nuovo Parlamento si era riunito per la prima volta due giorni prima e, grazie anche al voto dei 250 senatori scelti dalla giunta militare, il 5 giugno fu confermato primo ministro Prayut, che ottenne 254 voti dai parlamentari della Camera bassa. La coalizione del fronte democratico composta da 5 partiti aveva scelto come candidato Thanathorn Juangroongruangkit, leader di Futuro Nuovo, che si assicurò 244 voti contro i 500 di Prayut sostenuto da una coalizione di 20 partiti. A Thanathorn fu concesso di prestare giuramento come deputato ma la sua carica fu sospesa per un'accusa della Corte costituzionale e venne espulso durante la seduta.
Dopo la nomina di Prayut ci volle un altro mese per la presentazione della lista dei ministri; con la formazione del nuovo governo la giunta avrebbe smesso di esistere e avrebbe perso gli enormi poteri assegnati dalla costituzione. La lista dei 36 ministri fu quindi presentata solo il 10 luglio, 109 giorni dopo il ballottaggio. I nomi dei ministri furono definiti una delusione, con molti dei vecchi generali e alleati di Prayut a mantenere le cariche detenute con la giunta, tra i politici scelti vi furono alcuni noti personaggi legati al crimine organizzato e nessuna donna.

### Tabella riassuntiva dei risultati definitivi
Di seguito la tabella con i risultati definitivi resi noti dalla Commissione elettorale il 28 maggio 2019.
| |            |       |                           |                   |        |
| Risultati definitivi delle elezioni thailandesi del 2019 |            |       |                           |                   |        |
| Partito | Voti       | %     | Seggi                     | Seggi             | Seggi  |
| Partito | Voti       | %     | Circoscrizioni elettorali | Lista dei partiti | Totale |
| Partito Palang Pracharath | 8.441.274  | 23,74 | 97                        | 19                | 116    |
| Partito Pheu Thai | 7.881.006  | 22,16 | 136                       | 0                 | 136    |
| Partito del Futuro Nuovo | 6.330.617  | 17,80 | 31                        | 50                | 81     |
| Partito Democratico | 3.959.358  | 11,13 | 33                        | 20                | 53     |
| Partito Bhumjaithai | 3.734.459  | 10,50 | 39                        | 12                | 51     |
| Partito Liberale Thai | 824.284    | 2,32  | 0                         | 10                | 10     |
| Partito Chartthaipattana | 783.689    | 2,20  | 6                         | 4                 | 10     |
| Partito della Nuova Economia | 486.273    | 1,37  | 0                         | 6                 | 6      |
| Partito Prachachart | 481.490    | 1,35  | 6                         | 1                 | 7      |
| Partito Puea Chat | 421.412    | 1,19  | 0                         | 5                 | 5      |
| Coalizione d'Azione per la Thailandia | 415.585    | 1,17  | 1                         | 4                 | 5      |
| Partito Chart Pattana | 244.770    | 0,69  | 1                         | 2                 | 3      |
| Partito del Potere Locale Thai | 214.189    | 0,60  | 0                         | 3                 | 3      |
| Partito di Conservazione della Foresta Thai | 134.816    | 0,38  | 0                         | 2                 | 2      |
| Partito del Potere del Popolo Thai | 80.186     | 0,23  | 0                         | 1                 | 1      |
| Partito del Potere della Nazione Thai | 73.421     | 0,21  | 0                         | 1                 | 1      |
| Partito Progressista Popolare | 69.431     | 0,19  | 0                         | 1                 | 1      |
| Potere di Thai Rak Thai | 60.434     | 0,17  | 0                         | 1                 | 1      |
| Partito Civilizzato Thai | 60.354     | 0,17  | 0                         | 1                 | 1      |
| Partito degli Insegnanti Thai per il Popolo | 56.633     | 0,16  | 0                         | 1                 | 1      |
| Partito Prachaniyom | 56.264     | 0,16  | 0                         | 1                 | 1      |
| Partito della Giustizia del Popolo Thai | 48.037     | 0,14  | 0                         | 1                 | 1      |
| Partito della Riforma Civica | 45.420     | 0,13  | 0                         | 1                 | 1      |
| Partito del Potere dei Cittadini Thai | 44.961     | 0,13  | 0                         | 1                 | 1      |
| Partito della Nuova Democrazia | 39.260     | 0,11  | 0                         | 1                 | 1      |
| Partito del Nuovo Palangdharma | 35.099     | 0,10  | 0                         | 1                 | 1      |
| Thai Rak Tham | 33.787     | 0,10  | 0                         | 0                 | 0      |
| Pheu Phendin | 30.936     | 0,09  | 0                         | 0                 | 0      |
| Partito Paradonphab | 30.253     | 0,09  | 0                         | 0                 | 0      |
| Partito della Nuova Alternativa | 29.219     | 0,08  | 0                         | 0                 | 0      |
| Partito della Forza Democratica | 26.693     | 0,08  | 0                         | 0                 | 0      |
| Pheu Khon Thai | 26.559     | 0,07  | 0                         | 0                 | 0      |
| Palang Thai Srang Chart | 23.094     | 0,06  | 0                         | 0                 | 0      |
| Partito Verde | 22.568     | 0,06  | 0                         | 0                 | 0      |
| Pendim Tham | 21.212     | 0,06  | 0                         | 0                 | 0      |
| Partito Mahachon | 17.882     | 0,05  | 0                         | 0                 | 0      |
| Partito del Potere Sociale | 17.563     | 0,05  | 0                         | 0                 | 0      |
| Associazione Contadini della Thailandia | 17.261     | 0,05  | 0                         | 0                 | 0      |
| Then Khun Phaendin | 17,205     | 0,05  | 0                         | 0                 | 0      |
| Partito di Sviluppo del Siam | 17.075     | 0,05  | 0                         | 0                 | 0      |
| Phuea Tham | 15.130     | 0,04  | 0                         | 0                 | 0      |
| Partito Ruam Jai Thai | 13.332     | 0,04  | 0                         | 0                 | 0      |
| Partito Klong Thai | 12.732     | 0,04  | 0                         | 0                 | 0      |
| Partito Phungluang | 12.589     | 0,04  | 0                         | 0                 | 0      |
| Partito della Rete Thai | 12.256     | 0,03  | 0                         | 0                 | 0      |
| Partito del Cittadino Thai | 11.434     | 0,03  | 0                         | 0                 | 0      |
| Partito della Popolazione Thai | 10.984     | 0,03  | 0                         | 0                 | 0      |
| Partito Palang Thai Rak Chart | 9.643      | 0,03  | 0                         | 0                 | 0      |
| Partito Etnico Thai | 9.913      | 0,03  | 0                         | 0                 | 0      |
| Partito del Potere della Fede | 9.564      | 0,03  | 0                         | 0                 | 0      |
| Partito della Nuova Aspirazione | 9.046      | 0,03  | 0                         | 0                 | 0      |
| Pheu Thai Pattana | 8.063      | 0,02  | 0                         | 0                 | 0      |
| Thin Ka Khaw Chaw Wilai | 6.814      | 0,02  | 0                         | 0                 | 0      |
| Partito del Potere degli Insegnanti Thai | 6.390      | 0,02  | 0                         | 0                 | 0      |
| Partito della Moralità Thai | 5.811      | 0,02  | 0                         | 0                 | 0      |
| Klang | 5.459      | 0,02  | 0                         | 0                 | 0      |
| Partito Socialdemocratico Thailandese | 5.347      | 0,02  | 0                         | 0                 | 0      |
| Partito del Cittadino Comune | 5.291      | 0,01  | 0                         | 0                 | 0      |
| Partito Fondativo | 4.838      | 0,01  | 0                         | 0                 | 0      |
| Palang Pandintong | 4.586      | 0,01  | 0                         | 0                 | 0      |
| Palang Rak | 4.410      | 0,01  | 0                         | 0                 | 0      |
| Partito Thai Rung Rueng | 4.152      | 0,01  | 0                         | 0                 | 0      |
| Partito Bhumphalangkasettrakonthai | 3.577      | 0,01  | 0                         | 0                 | 0      |
| Partito del Potere del Lavoro Thai | 2.940      | 0,01  | 0                         | 0                 | 0      |
| Partito del Cittadino Comune di Thailandia | 2.606      | 0,01  | 0                         | 0                 | 0      |
| Palang Thai Di | 2.535      | 0,01  | 0                         | 0                 | 0      |
| Partito del Potere Cooperativo | 2.357      | 0,01  | 0                         | 0                 | 0      |
| Phue Chiwit Mai | 1.599      | 0,00  | 0                         | 0                 | 0      |
| Partito dello Sviluppo della Thailandia | 1.093      | 0,00  | 0                         | 0                 | 0      |
| Phue Sahakorn Thai | 902        | 0,00  | 0                         | 0                 | 0      |
| Partito del Voto Popolare | 789        | 0,00  | 0                         | 0                 | 0      |
| Partito della Gomma Thai | 610        | 0,00  | 0                         | 0                 | 0      |
| Prachathipthai Phue Prachachorn | 553        | 0.00  | 0                         | 0                 | 0      |
| Partito Kasikornthai | 182        | 0.00  | 0                         | 0                 | 0      |
| |            |       |                           |                   |        |
| Totale | 35.561.556 | 100   | 350                       | 150               | 500    |
| |            |       |                           |                   |        |
| Fonte: (TH) หลักเกณฑ์และวิธีการคำนวณ ส.ส. แบบบัญชีรายชื่อ (ประกาศครั้งที่ 2 ข้อมูล ณ วันที่ 28 พฤษภาคม 2562) (PDF), su ect.go.th, Commissione elettorale thailandese, 28 maggio 2019. URL consultato il 24 giugno 2019 (archiviato dall'url originale il 29 giugno 2019). |            |       |                           |                   |        |

| Dati generali sui votanti forniti dalla Commissione elettorale il 28 marzo |            |        |
| Voti validi | 35.532.647 | 92,85% |
| Schede bianche o nulle | 2.130.327  | 5.57%  |
| Altri | 605.392    | 1,58%  |
| Votanti | 38.268.366 | 74.69% |
| Astenuti | 12,971,272 | 25.31% |
| Aventi diritto al voto | 51.239.638 | 100    |
| Fonte: (TH) ขอ้มลู ณ วันที่ 28/3/2019 เวลา 14:35 น. (spoglio del 28 marzo 2019) (PDF), su ect.go.th, Commissione elettorale, 28 marzo 2019. URL consultato il 12 maggio 2019 (archiviato dall'url originale il 28 marzo 2019). |            |        |

## Irregolarità e critiche
Le elezioni furono giudicate inique da molti osservatori, sia per le regole disposte dalla Costituzione sia per l'ambiente in cui svolsero. Particolari critiche ricevette la Commissione elettorale, nominata dalla giunta militare e ritenuta incompetente e non imparziale.

### Prima del voto

#### Conflitto di interesse
Il Partito Pheu Thai protestò con la Commissione elettorale per i vantaggi ricevuti da Palang Pracharat dal governo, sostenendo che non gli erano dovuti. Nel settembre 2018, il leader del Partito Democratico Abhisit Vejjajiva invitò i ministri che erano membri del partito a rassegnare le dimissioni, sostenendo che il possibile abuso di risorse governative potevano considerarsi conflitto di interesse e avrebbero garantito un ingiusto vantaggio nelle imminenti elezioni. In particolare fu aspramente criticato il fatto che Prayut fosse a capo del governo e candidato primo ministro.
Nel novembre 2018, il governo di Prayut approvò lo stanziamento di 86.9 miliardi di baht a sostegno della popolazione più bisognosa, l'evento fu considerato dagli oppositori un tentativo di usare soldi pubblici per comprare voti alle prossime elezioni.

#### Contestata definizione dei confini delle circoscrizioni elettorali
Secondo quanto disposto dalla Costituzione del 2017 voluta dai militari, la Commissione elettorale ebbe l'incarico di ridisegnare i confini delle circoscrizioni elettorali e, quando stava per annunciarne i risultati, Prayut prorogò la data dell'annuncio in accordo con un articolo della Costituzione. Con questa proroga, la Commissione elettorale fu autorizzata a ridisegnare a suo piacimento i confini, mentre in precedenza vi erano solo tre metodi utilizzabili, per prevenire il fenomeno del gerrymandering con il quale i confini possono essere suddivisi in modo iniquo e di parte.
Le critiche furono dure da parte delle opposizioni, secondo le quali la proroga avrebbe dato modo alla Commissione elettorale di favorire i partiti che appoggiavano la giunta militare, in particolare Palang Pracharat. Alcuni organi di stampa accusarono di gerrymandering la giunta e sostennero che di conseguenza poteva già essere considerata vincitrice delle elezioni. Il presidente della Commissione negò queste ipotesi, sostenendo che la proroga era stata concessa per permettergli di sottoporsi a un'operazione agli occhi. Il 29 novembre fu pubblicato il nuovo assetto delle circoscrizioni preparato dalla Commissione e subito opposizioni e osservatori protestarono sostenendo che la nuova mappa avrebbe favorito Palang Pracharat.

#### Scandalo della raccolta fondi
Il 19 dicembre, Palang Pracharath organizzò una cena per 200 invitati durante la quale furono raccolti 600 milioni di baht come fondi per il partito. Tra gli invitati vi era il ministro delle Finanze, membri della Tourism Authority of Thailand (TAT) e del governo metropolitano di Bangkok. Le accuse che ne scaturirono furono che agenzie di stato stavano finanziando con soldi pubblici il partito, i cui dirigenti facevano parte del governo e usavano le loro cariche per raccogliere fondi, pratica non consentita dalla legge.

#### Scandalo delle tessere per il benessere
Dall'ottobre 2017 il governo di Prayuth aveva iniziato a dotare i cittadini più poveri delle "tessere per il benessere", che garantivano servizi gratis. Nel dicembre 2018, un abitante della Provincia di Yasothon affermò che cittadini di quella zona erano stati obbligati da membri del partito a iscriversi a Palang Pracharath se volevano ricevere la tessera che avevano richiesto e 100 baht extra. A fine gennaio 2019, un politico del partito Thai Raksa Chart espresse il timore che Palang Pracharath stesse cercando supporto al partito minacciando di sospendere il servizio garantito dalle tessere. Era successo che diversi cittadini in possesso della tessera avevano ricevuto telefonate anonime con cui erano invitati a votare Palang Pracharath. Il politico sostenne che i chiamanti erano probabilmente impiegati governativi o similari in quanto potevano avere accesso ai nominativi dei possessori delle tessere.

#### Altre critiche
Dopo il colpo di Stato del 2014, tra i vari divieti imposti dalla giunta militare vi erano stati quelli del dissenso e delle critiche al proprio operato, per evitare il conflitto tra le opposte fazioni popolari; a questo proposito i media erano stati sottoposti a una rigida censura e alcuni dovettero chiudere. L'11 dicembre 2018 il governo rimosse il divieto sui raduni pubblici e sulle attività politiche dei partiti ma non quello sulle critiche all'operato della giunta e alla monarchia.
Stazioni televisive internazionali attive in quel periodo in Thailandia come la BBC, CNN, Al Jazeera, Bloomberg e Australia Network furono oscurate per alcuni giorni nel febbraio e marzo 2019 senza che fosse loro notificato il motivo della censura. Chiunque manifestasse dissenso verso la giunta o supporto per gli ex primi ministri Thaksin Shinawatra e Yingluck Shinawatra fu considerato una minaccia alla sicurezza nazionale e arrestato secondo una legge sulla sedizione che prevedeva fino a 7 anni di carcere. I politici oppositori della giunta furono incriminati quando vennero scoperti a criticarne l'operato sui media e subirono altre restrizioni, come un limitato accesso ai media, mentre Prayut ebbe un accesso illimitato. La Commissione elettorale fu meno aggressiva nel giudicare le accuse ufficiali rivolte al Partito Palang Pracharat di aver ricevuto finanziamenti statali con la raccolta fondi per la campagna elettorale che portò nelle casse del partito 650 milioni di baht. Nonostante il diritto di voto fosse normalmente garantito a tutti dagli obblighi sui diritti umani presi dalla Thailandia a livello internazionale, per queste elezioni fu negato ai monaci buddhisti e ai criminali detenuti, anche se non ancora condannati.
La Commissione elettorale fu criticata anche per come gestì i voti dei thailandesi all'estero, con molte schede elettorali compilate andate perdute, e per schede informative su come votare che erano poco chiare e con informazioni errate. Secondo l'ong per i diritti civili Human Rights Watch, la repressione politica, la censura dei media, l'accesso iniquo agli stessi media, il ruolo del Senato e la mancanza di indipendenza e imparzialità della Commissione elettorale hanno reso impossibile lo svolgersi di libere ed eque elezioni.

### Durante le operazioni di voto
Le elezioni si svolsero senza la supervisione di osservatori internazionali, alla cui presenza si oppose il ministro degli Esteri Don Pramudwinai, il quale dichiarò che le votazioni erano un affare interno e la loro presenza avrebbe significato che la Thailandia era problematica. Gli osservatori dell'Asian Network for Free Elections, unica organizzazione ammessa a monitorare le elezioni, posero in risalto il distorto ambiente in cui si svolsero, che favorì la giunta. Riferirono resoconti di come i militari avessero in svariate occasioni durante le operazioni di voto fatto pressioni sugli elettori per votare Phalang Pracharat, soprattutto nelle remote aree rurali lontane da possibili controlli di osservatori.

### Durante lo scrutinio
Gli osservatori dell'Asian Network for Free Elections criticarono anche la confusa fase di scrutinio dei voti che gettò un'ombra di sfiducia sul voto. I dati forniti dalla Commissione sui voti scrutinati erano molto confusi e le cifre contenevano molti errori. I ritardi sulle operazioni di scrutinio fecero nascere sospetti di brogli elettorali. A tale proposito, politici del Pheu Thai sostennero che vi erano stati brogli e che avrebbero fatto ricorso alla magistratura.
Tra le altre irregolarità venute alla luce, in alcuni seggi elettorali vi furono il doppio di schede votate rispetto al numero dei votanti registrati. Una petizione online che chiedeva le dimissioni della Commissione raccolse nel giro di 36 ore dopo le elezioni oltre 700 000 adesioni. Le molte irregolarità manifestatesi durante le operazioni di voto spinsero diversi paesi a chiedere alle autorità thailandesi di fornire chiarimenti al riguardo.
Nel periodo trascorso tra le votazioni del 28 marzo e l'annuncio dei risultati definitivi avvenuto il 28 maggio, la Commissione elettorale cambiò i criteri di assegnazione dei seggi e ne trassero vantaggio diversi partiti minori vicini alla giunta militare che conquistarono un seggio ciascuno, con il sistema di attribuzione originale, la maggior parte di questi seggi erano stati conquistati dai partiti del fronte democratico, che si erano così assicurati una risicata maggioranza nella Camera bassa. Con il nuovo sistema, il risultato definitivo vide i partiti vicini alla giunta militare assicurarsi la maggioranza, che rimase comunque risicata.

## Reazioni dei partiti
Il 27 marzo, i rappresentanti di Pheu Thai, Partito del Futuro Nuovo, Partito Liberale Thai, Partito Phea Chart, Partito Prachachat, Potere del Popolo Thai e Partito della Nuova Economia, che insieme avevano provvisoriamente ottenuto 255 seggi dei 500 seggi alla Camera, annunciarono di voler formare una coalizione di governo in opposizione ai programmi della giunta militare. Anche il Partito Phalang Pracharat dei militari affermò di aver vinto le elezioni per aver ricevuto il maggior numero di voti e di avere quindi il diritto di formare il nuovo governo. Il Partito Democratico perse la guida dei monarchico-conservatori a favore di Phalang Pracharat e si aggiudicò 54 seggi contro i 159 del 2011. L'ex primo ministro e guida dei democratici Abhisit Vejjajiva si prese la responsabilità per l'insuccesso e rassegnò le dimissioni.
Il cambiamento dei criteri di assegnazione dei seggi da parte della Commissione elettorale per i risultati annunciati l'8 maggio permise a un'eventuale coalizione delle opposizioni di ottenere 245 seggi alla Camera anziché i 255 che avrebbe messo assieme in marzo, con la maggioranza assoluta fissata a 251 seggi. Con il nuovo sistema, il Partito del Futuro Nuovo perse sette seggi in favore di partiti minori che in seguito si unirono alla coalizione vicina alla giunta militare. La nuova situazione e l'operato della Commissione provocarono un'aspra contestazione dei partiti del fronte democratico, in particolare Pheu Thai e Futuro Nuovo,
 che annunciarono di voler ricorrere a ogni possibile via legale per contrastare questo che definirono un abuso dei militari.
Dopo l'esito definitivo dello scrutinio, il portavoce del Partito Phalang Pracharat dichiarò che la situazione creatasi era frutto di regolari elezioni e non si poteva quindi considerare una proiezione del potere dittatoriale di Prayut, ma andava invece considerata una proiezione del bisogno di salvaguardare la nazione, la religione e la monarchia del Paese.

## Eventi successivi
Il 21 febbraio 2020, la Corte costituzionale dispose anche la dissoluzione del Partito del Futuro Nuovo di Thanathorn per finanziamento illecito mediante donazioni durante la campagna elettorale. Lo scioglimento fu accolto con aspre critiche in Thailandia e all'estero, ritenendo che si trattasse dell'ennesima intromissione dei militari nella politica nazionale, questa volta prendendo di mira un partito a vocazione anti-militarista, mentre ai movimenti finanziari dei partiti filo-governativi non erano state riservate analoghe indagini. Thanathorn e altri 15 membri di Futuro Nuovo furono banditi da ogni attività politica per 10 anni e la maggior parte degli altri deputati confluirono nel Phak Kao Klai, formazione nata per proseguire sulla strada tracciata da Futuro Nuovo.
L'evento scatenò la reazione popolare soprattutto tra i giovani che diedero subito inizio a una serie di manifestazioni anti-governative, le più grandi dal colpo di Stato del 2014. Le richieste  dei dimostranti furono lo scioglimento del Parlamento, la fine delle intimidazioni delle forze dell'ordine contro le opposizioni, profonde modifiche alla Costituzione e una radicale riforma della monarchia che prevedeva pesanti tagli ai privilegi del re, un evento senza precedenti nella storia del Paese. I dimostranti espressero inoltre la convinzione che il connubio tra le forze armate e la monarchia fosse un ostacolo da abbattere per avere una democrazia reale. Il governo di Prayut reagì emanando un severo stato di emergenza, nonché inviando le forze dell'ordine a disperdere le pacifiche manifestazioni. Il positivo impatto che ebbero le proteste su buona parte dell'opinione pubblica costrinsero però Prayut a promettere emendamenti alla Costituzione ma il movimento non lo ritenne credibile e le dimostrazioni proseguirono per diversi mesi.